# Governo Sipilä
Il Governo Sipilä è stato il 74º governo della Finlandia, formatosi dopo le elezioni del 2015.
L'annuncio dei partiti che sarebbero entrati a far parte della maggioranza venne fatto il 7 maggio 2015.
Guidato dal Primo ministro Juha Sipilä (Partito di Centro), il governo consiste in un governo di coalizione formato dalle tre maggiori forze politiche del Paese, il Partito di Centro, i Veri Finlandesi e il Partito di Coalizione Nazionale, come annunciato da Sipilä il 7 maggio 2015. Il Partito di Centro torna così a governare dopo quattro anni di opposizione. Inoltre è la prima volta dal 1972 che il Partito Popolare Svedese di Finlandia passa all'opposizione mentre i Veri Finlandesi entrano a far parte della compagine governativa.
Il 28 maggio 2015 Juha Sipilä diventa ufficialmente Primo ministro della Finlandia con 128 voti a favore e 68 contrari. Il 29 maggio 2015 il Presidente della Repubblica finlandese, Sauli Niinistö ha ufficializzato il governo Sipilä, sciogliendo quello precedente

## Situazione parlamentare
| Camera    | Collocazione | Partiti                                                | Seggi     |
| --------- | ------------ | ------------------------------------------------------ | --------- |
| Eduskunta | Maggioranza  | KESK (49),PS (38),KOK (37)                             | 124 / 200 |
| Eduskunta | Opposizione  | SDP (34),VIHR (15),VAS (12),SFP/RKP (9), KD (5),CA (1) | 76 / 200  |

## Ministeri
Il 25 maggio 2015 venne annunciato che il numero dei ministeri scende dai 17 del governo Stubb a 12. Il 27 maggio 2015 sono stati annunciati i ministri e i ministeri guidati dal Partito di Coalizione Nazionale e dai Veri Finlandesi mentre il giorno dopo sono stati annunciati i ministri e i ministeri guidati dal Partito di Centro. In tutto sei ministeri sono guidati dal Partito di Centro e quattro dal Partito di Coalizione Nazionale e Veri Finlandesi.
Il Ministero della Famiglia e dei Servizi Sociali è guidato per due anni da Juha Rehula e dai successivi due anni da Annika Saarikko.
| Carica                              | Titolare | Titolare             | Partito                         |
| ----------------------------------- | -------- | -------------------- | ------------------------------- |
| Primo ministro                      |          | Juha Sipilä          | Partito di Centro               |
| Affari esteri e Vice Primo ministro |          | Timo Soini           | Veri Finlandesi                 |
| Finanze                             |          | Alexander Stubb      | Partito di Coalizione Nazionale |
| Mercato estero e affari europei     |          | Lenita Toivakka      | Partito di Coalizione Nazionale |
| Giustizia e lavoro                  |          | Jari Lindström       | Veri Finlandesi                 |
| Interno                             |          | Petteri Orpo         | Partito di Coalizione Nazionale |
| Difesa                              |          | Jussi Niinistö       | Veri Finlandesi                 |
| Municipalità e riforme              |          | Anu Vehviläinen      | Partito di Centro               |
| Educazione e cultura                |          | Sanni Grahn-Laasonen | Partito di Coalizione Nazionale |
| Agricoltura e foreste               |          | Kimmo Tiilikainen    | Partito di Centro               |
| Ambiente, comunicazioni e trasporti |          | Anne Berner          | Partito di Centro               |
| Impresa                             |          | Olli Rehn            | Partito di Centro               |
| Affari Sociali e salute             |          | Hanna Mäntylä        | Veri Finlandesi                 |
| Famiglia e servizi sociali          |          | Juha Rehula          | Partito di Centro               |